# Whamoka et Whikilowat

Whamoka et Whikilowat est une série de Bande dessinée franco-belge créée en 1963 par Jacques Devos et Louis Salvérius dans le n°1320 du journal de Spirou. Publié d'abord sous le titre Whamoka la série change de nom en 1964.
- Scénario : Jacques Devos
- Dessins : Louis Salvérius puis Jacques Devos seul au cours de l'année 1967.

Titre de la série dans le Journal de Spirou sous le nom de Whamoka.

Cette série est terminée.

## Synopsis
Whamoka est un guerrier sioux, il renseigne les lecteurs sur le mode de vie des amérindiens. La série devient ensuite une série de gag d'abord muet puis avec parole mettant en scène Whamoka et son fils Whikilowat.

## Personnages
- Whamoka, est un guerrier sioux il enseigne la vie et les mœurs des Peaux-Rouges.
- Whikilowat, hésite entre une carrière de grand guerrier ou de comique.

## Albums
- Une journée chez les indiens, dessins de Salvérius, décors de Jamic, et textes de Jacques Devos, Collection du Carrousel no 6, éd. Dupuis, 1966.
- La légende du désert, dessins de Salvérius, décors de Jamic, et textes de Jacques Devos, Collection du Carrousel no 14, éd. Dupuis, 1967.

## Publication
La série a été publiée dans le journal de Spirou entre 1963 et 1968.